# Monasterio de la Consolación (Calabazanos)
El Real Monasterio de Nuestra Señora de la Consolación, llamado a veces monasterio de Santa Clara, está situado en la localidad palentina de Calabazanos, perteneciente al municipio de Villamuriel de Cerrato, en España. Es un cenobio de monjas Clarisas Franciscanas fundado en el siglo XV por Leonor de Castilla, nieta del rey Enrique II de Castilla, y que aúna elementos arquitectónicos de los estilos gótico, renacentista y barroco.

## Historia
Antes de morir en 1440, Pedro Manrique de Lara y Mendoza, Adelantado Mayor de Castilla y señor de Amusco, dispuso en su testamento la fundación de un monasterio femenino para monjas clarisas del lugar en unas tierras que poseía en Calabazanos, en la vega baja del río Carrión. Sin embargo, el segundo de sus hijos, Rodrigo Manrique, futuro primer conde de Paredes de Nava y maestre de la Orden de Santiago (y que en ese mismo año se convirtió en padre del poeta Jorge Manrique, alteró la última voluntad de su padre donando el lugar a los monjes benedictinos que, procedentes del monasterio de San Benito el Real de Valladolid, ya habían fundado aquí el cenobio de Santa María de la Consolación en 1431.
Al enviudar en 1440, la esposa de Pedro Manrique II de Lara, Leonor de Castilla y Alburquerque, nieta del rey Enrique II de Castilla, creó un cenobio de monjas clarisas en Amusco bajo la advocación de Nuestra Señora de la Esperanza. Años después de enviudar, y aprovechando la marcha de los benedictinos al zamorano monasterio de San Miguel del Burgo, Leonor de Castilla, dando cumplimiento al testamento de su marido, dispuso el traslado de la comunidad de Amusco a Calabazanos, valiéndose de la bula papal emitida el 22 de junio de 1458, fecha que se considera la de la fundación del monasterio. La mudanza es realizada en septiembre siguiente bajo la supervisión Íñigo Manrique de Lara, obispo de Coria, y de su hermano Juan Manrique de Lara, arcediano de Valpuesta. Ambos personajes eran hijos de la fundadora, Leonor de Castilla.
En 1468, dos años antes de morir, Leonor de Castilla ingresó en el nuevo monasterio junto con sus hijas Aldonza y María. La primera se convirtió en abadesa (antes lo había sido del monasterio de Amusco), aunque ejerció la dignidad por poco tiempo ya que falleció ese mismo año, y la segunda en vicaria. En 1498 el monasterio recibió del papa Alejandro VI el privilegio de exponer permanentemente el Santísimo Sacramento.

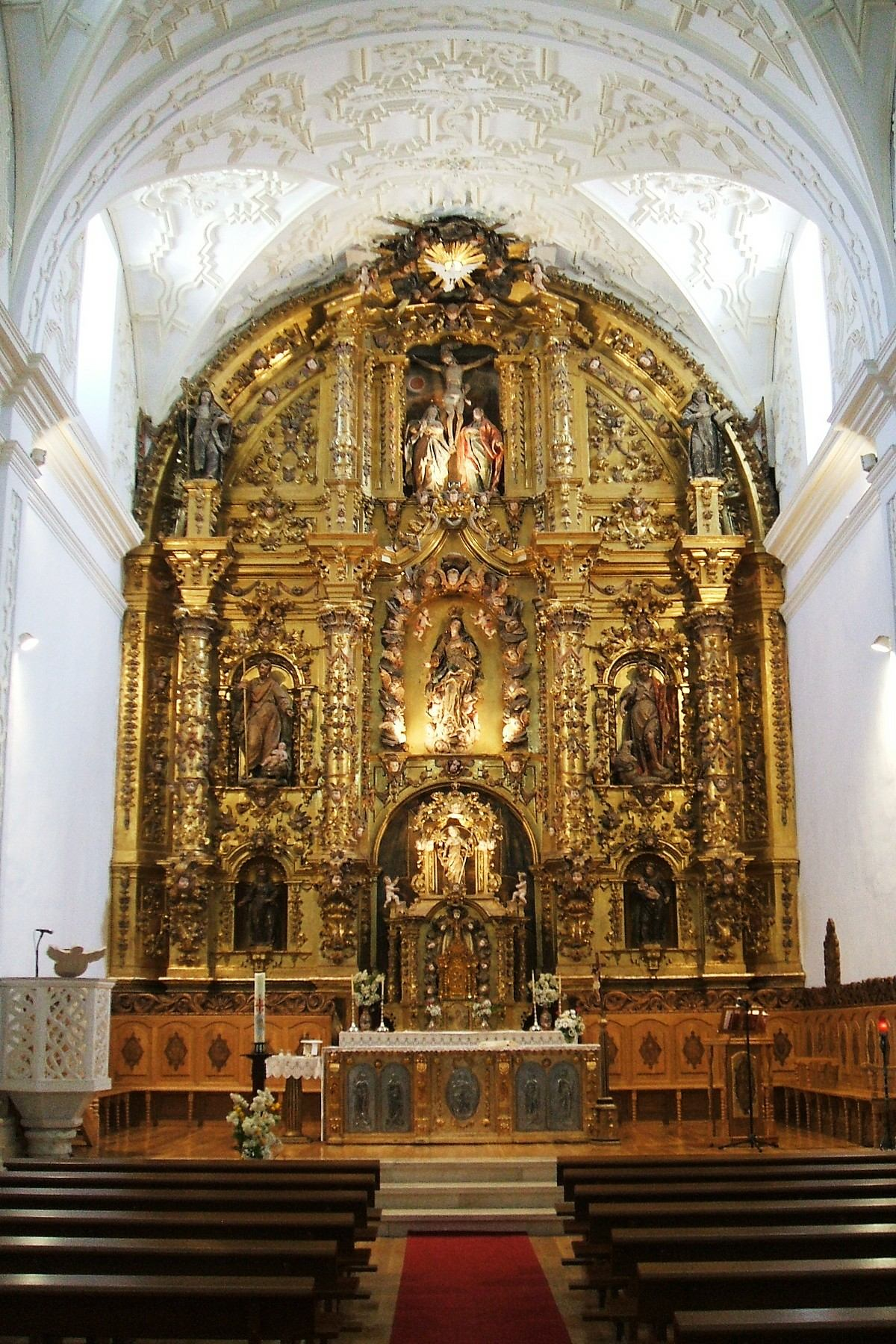
Retablo mayor de la iglesia

Otro personaje histórico ligado al monasterio es el poeta Gómez Manrique, hijo de Leonor de Castilla y tío de Jorge Manrique, que estrenó dentro de sus muros con la asistencia de la reina Isabel la Católica su Auto Sacramental del Nacimiento de Nuestro Señor, una pieza para representar en la Navidad compuesta a petición de su hermana, la abadesa María, y que sigue escenificándose todos los años. En el patio de entrada al monasterio, una estatua de bronce sobre pedestal y vallada con una reja recuerda al poeta Gómez Manrique, así como a su madre, Leonor de Castilla. El monumento fue erigido en 1991 con motivo del quinto centenario de la muerte del poeta. 
Antes que el poeta Gómez Manrique, estuvieron ligados al lugar Álvaro de Luna, condestable de Castilla, y su esposa Juana Pimentel, quienes contrajeron matrimonio en 1431 en la iglesia del primer monasterio benedictino con la asistencia de los reyes Juan II de Castilla y María de Aragón. 
Entre las religiosas insignes de la comunidad de clarisas destacaron María de Portocarrero, sobrina del Gran Capitán Gonzalo Fernández de Córdoba, y María Láriz, sobrina de fray Juan de Zumárraga, primer obispo de México.
Entre 1868 y 1874, durante el Sexenio revolucionario, el monasterio de la Consolación de Calabazanos acogió a la comunidad del monasterio de Santa Clara de Palencia. En 1940, una vez finalizada la guerra civil española, en el mismo monasterio palentino se integró la comunidad de clarisas de Santa Clara de Alcocer, luego de haber sido destruido su convento durante la Guerra Civil. El 2 de febrero de 1979 el monasterio de la Consolación fue declarado por real decreto Monumento Histórico-Artístico Nacional. Es, en consecuencia, un Bien de Interés Cultural (BIC).
Pese a los avatares de la historia de España, las clarisas de Calabazanos han mantenido la vida comunitaria ininterrumpidamente hasta nuestros días.

## Descripción
La horizontalidad de los edificios, su aparente falta de monumentalidad y la recia tapia que los circunda y casi oculta, no permiten apreciar desde el exterior las dimensiones del conjunto, que salvo la iglesia, abierta al culto diario con feligresía secular, están sometidos a régimen de clausura. Ahora bien, el monasterio esconde una notable fábrica arquitectónica y un patrimonio artístico que, sin embargo, ha menguado mucho desde sus tiempos de esplendor, cuando la casa de los Manrique hacía generosas donaciones de mobiliario litúrgico y devocional. 
Una de las joyas artísticas exclaustradas, malvendida a un anticuario en los años 30 del siglo XX –y cuya devolución las monjas han pedido amistosamente-, es el Políptico de Santa Clara, un conjunto flamenco formado por seis pinturas sobre tabla y talla de la santa de cuerpo entero de hacia 1500, que hoy se encuentra en el Museo Frederic Marès de Barcelona. También han desaparecido de las estancias monacales la conocida como la Virgen del Pimiento, talla gótica de principios del XV entregada por Álvaro de Luna a Juana Pimentel como regalo de boda e igualmente conservada en el Museo Marès, así como tapices, objetos de orfebrería litúrgica y el artesonado que cubría la Sala Capitular.

El monasterio cuenta con dos claustros, de los cuales uno es gótico y el otro renacentista, ambos del siglo XVI. El claustro gótico se compone de crujías formadas por arcos apuntados y cubiertas con bóveda de arista estrellada, y en él se encuentra colocado el sepulcro de la fundadora, Leonor de Castilla y Alburquerque, fallecida en 1470, y que es una obra realizada en piedra que conserva restos de policromía. Leonor de Castilla es representada como hermana clarisa, con las manos unidas en actitud orante, y su estatua yacente está realizada en alabastro. Se atribuye este sepulcro al escultor castellano Alejo de Vahía. El claustro renacentista presenta cubierta arquitrabada apoyada en columnas de tipo toscano.

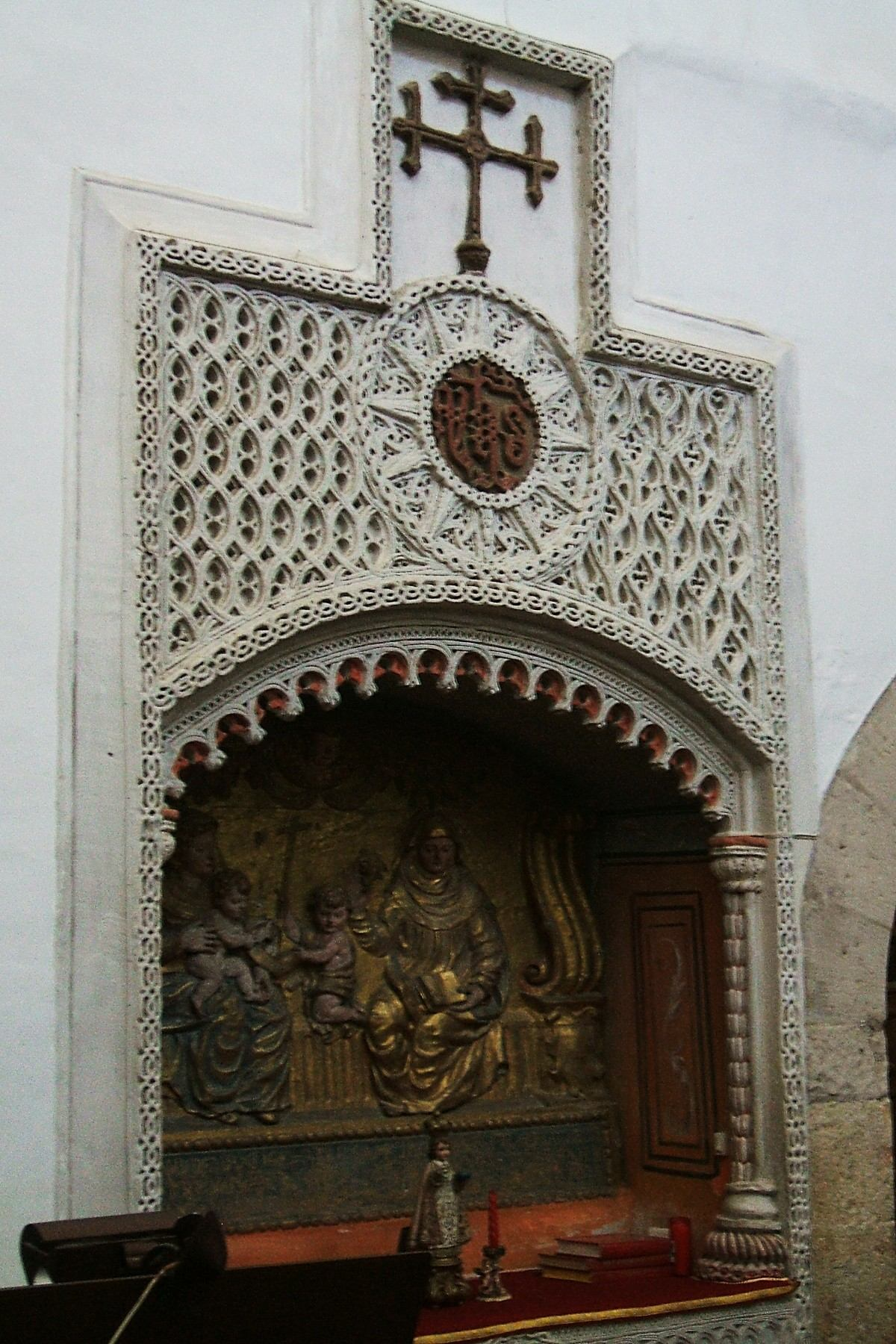
Lucillo sepulcral de estilo Cisneros, colocado en el coro

La iglesia, única parte visitable del monasterio de la Consolación, es el elemento más moderno del convento. Se trata de un templo barroco del siglo XVII construido con aparejo mixto de piedra y ladrillo. De moderadas dimensiones, su aspecto exterior es además austero, características que animaron al periodista José Alonso de Ojeda a referirse a la Consolación de Calabazanos como “El Escorial de Adobe”.
El templo consta de una sola nave de cuatro tramos y se cubre con bóveda de cañón con lunetos y apoyada en cornisa y pilastras. Las plementerías del abovedamiento están enjalbegadas como los lienzos de los muros, y decoradas con yeserías geométricas pintadas en ocre, según el gusto del barroco avanzado del siglo XVIII. El mobiliario interior consiste en tres retablos barrocos dorados: el Mayor, que contiene nueve motivos escultóricos distribuidos en sus tres calles y tres cuerpos, y los dos retablitos gemelos situados el uno en frente del otro en los lados del Evangelio (norte, por donde se accede al templo, y de la Epístola (sur). El retablo del lado del Evangelio está presidido por una imagen de Nuestra Señora de la Consolación, del siglo XV. 
El coro consta de una parte alta y otra baja o sotacoro, y ocupa los dos primeros tramos de la nave. En este espacio, separado del resto de la iglesia por una doble reja de forjado, se halla colocado un sepulcro de tipo arcosolio de estilo Cisneros. En el fondo del sepulcro aparece un relieve renacentista que representa una escena de la Sagrada Familia con la Virgen María, Santa Isabel, el Niño Jesús y San Juanito; en la parte superior trasdosada, una artística celosía cubre este lucillo sepulcral, realizada por el yesero mudéjar Braymi, quien también revistió el sepulcro de bulto yacente y estilo plateresco de Inés Manrique, fallecida en 1535, y esposa del Adelantado de Murcia Juan Chacón. 
En el coro están también enterrados los hermanos Aldonza, María y Gómez Manrique, hijos todos ellos de la fundadora del monasterio, Leonor de Castilla. 
El Refectorio de las monjas está presidido por un Crucifijo gótico del siglo XV. El monasterio conserva un archivo con documentos históricos de carácter médico; son fondos (apuntes, recetarios, prescripciones) generados por los cirujanos y médicos que atendieron a las moradoras del cenobio a lo largo del tiempo.
La ermita dedicada al Arcángel San Miguel, edificada en la segunda mitad del siglo XVI, está situada dentro de la huerta monacal, que además de las tierras de labor posee un palomar, un pinar, un estanque y dos grandes bodegas de la época en que los benedictinos habitaban el cenobio.

## Galería

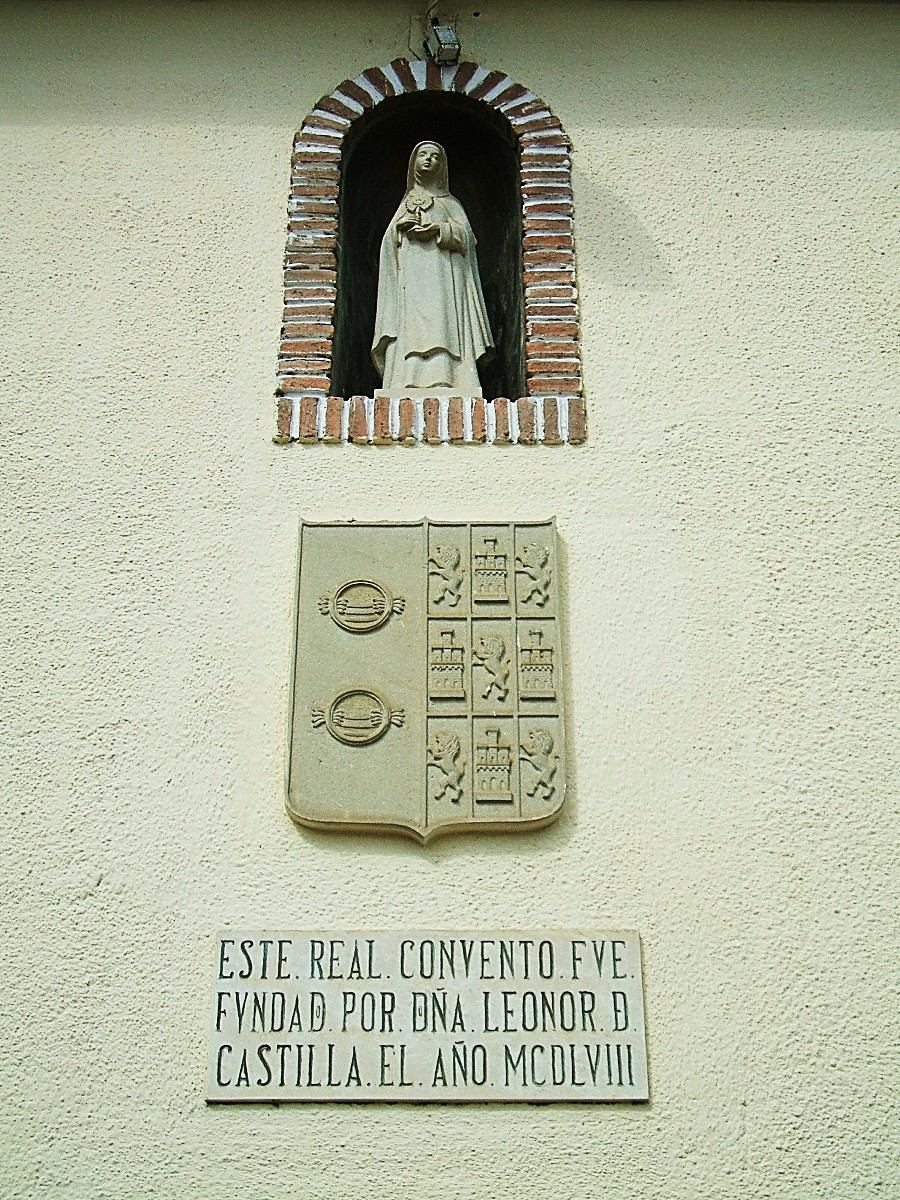
Inscripción memorial
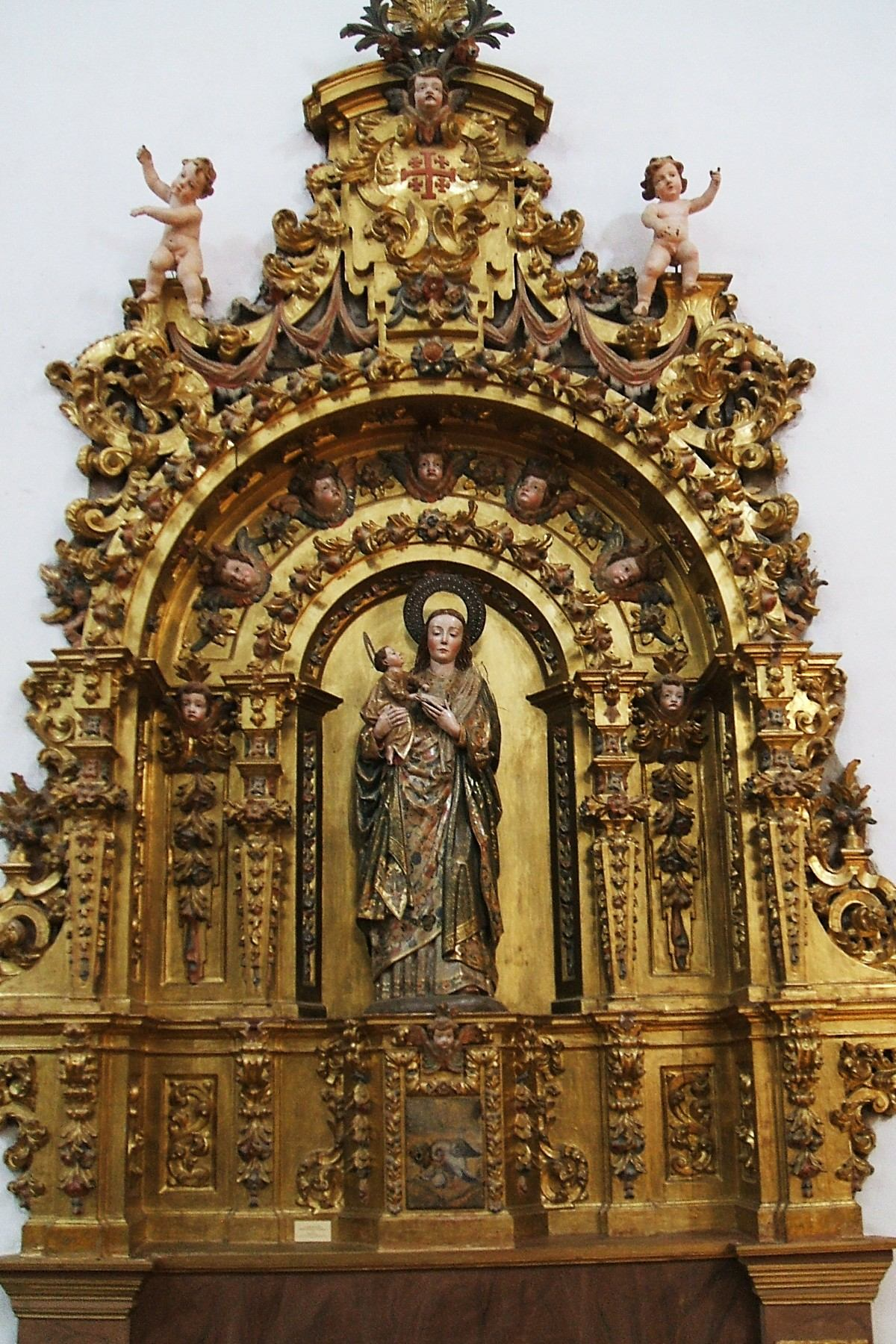
Retablo de N. S. de la Consolación
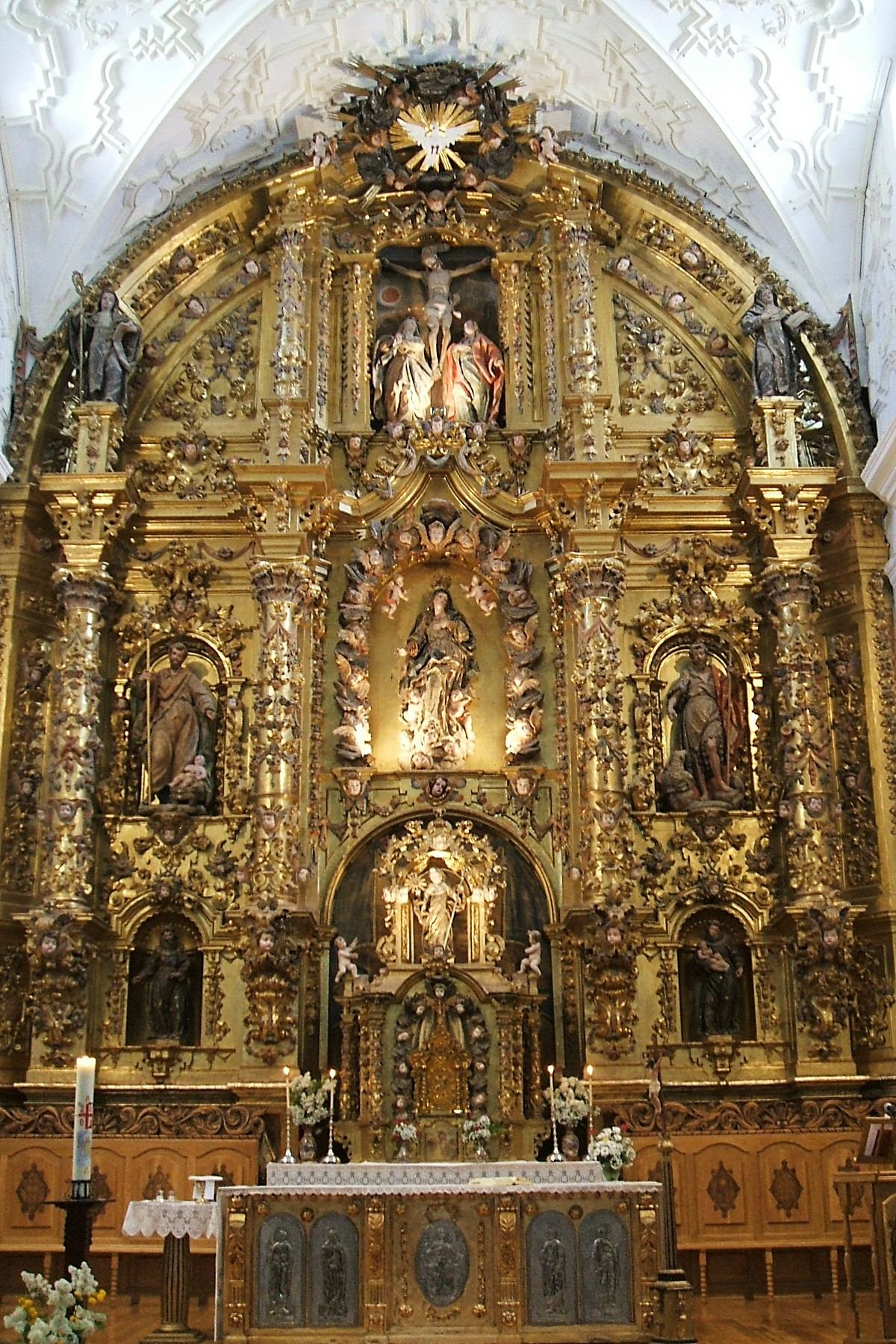
Retablo mayor
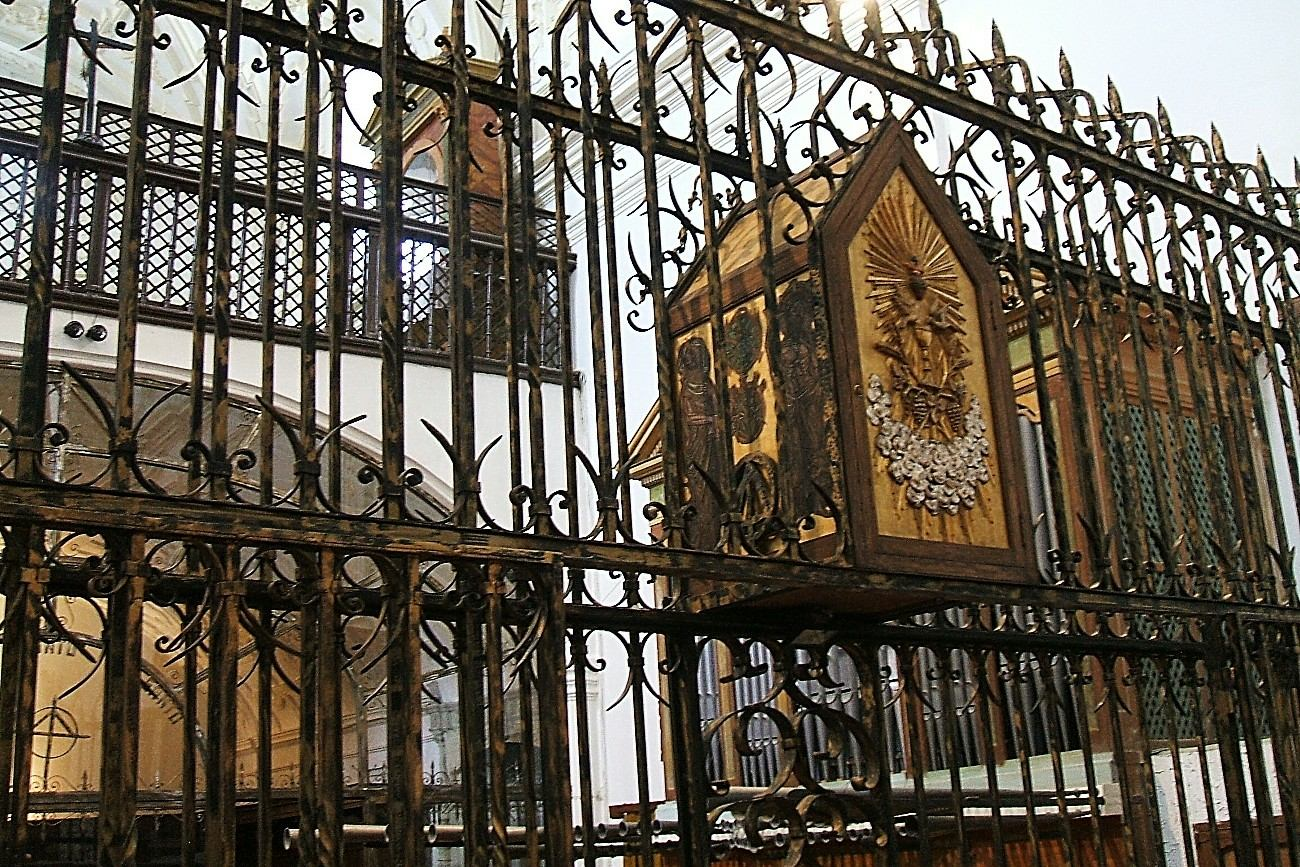
Reja del Coro
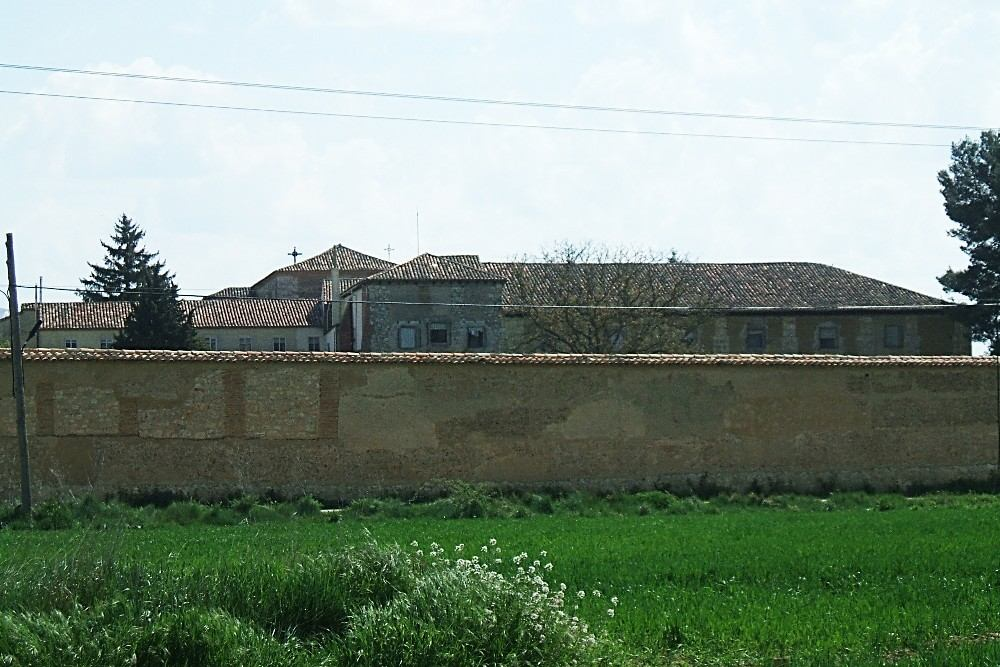
Aspecto del muro exterior
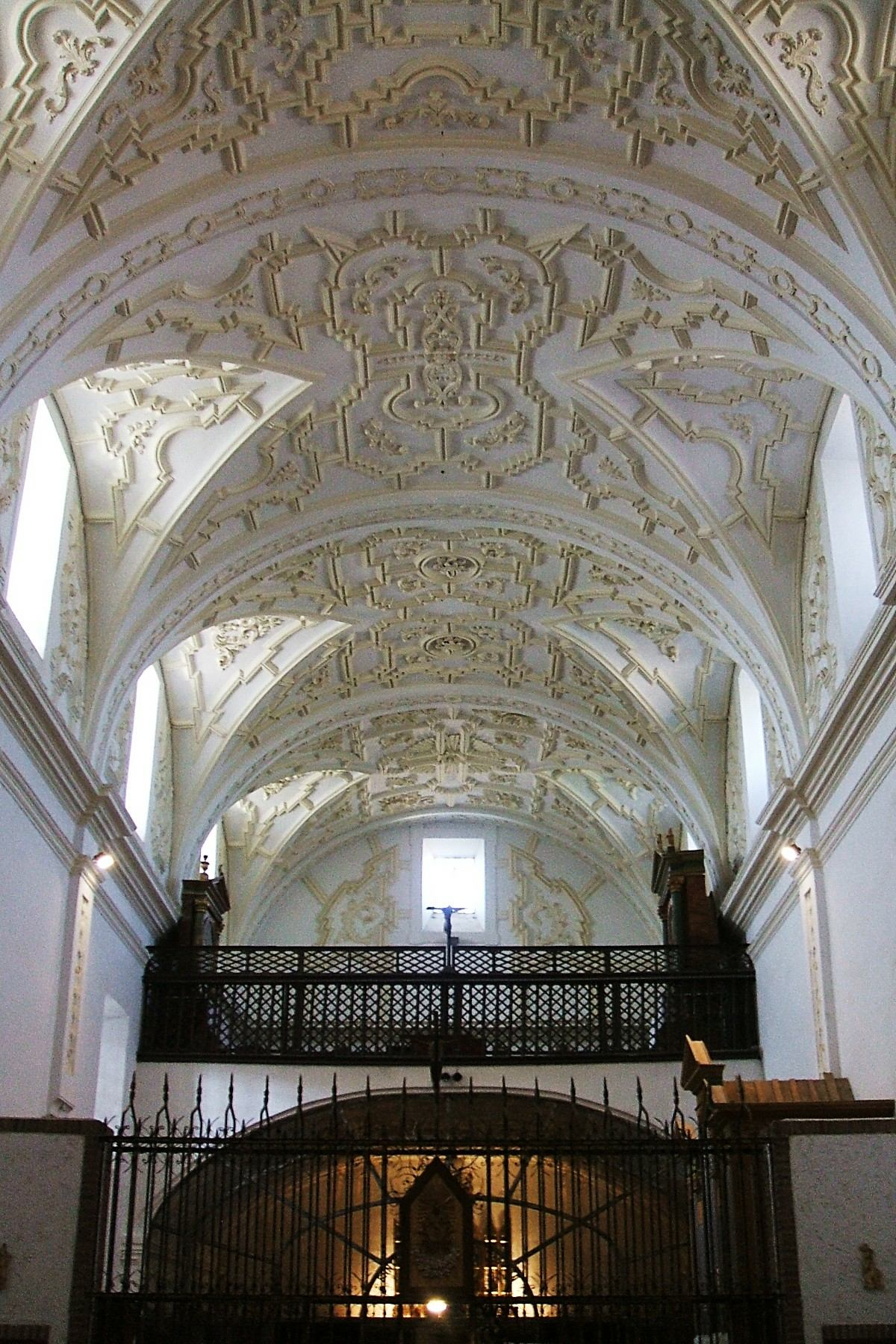
Bóvedas de la nave de la iglesia
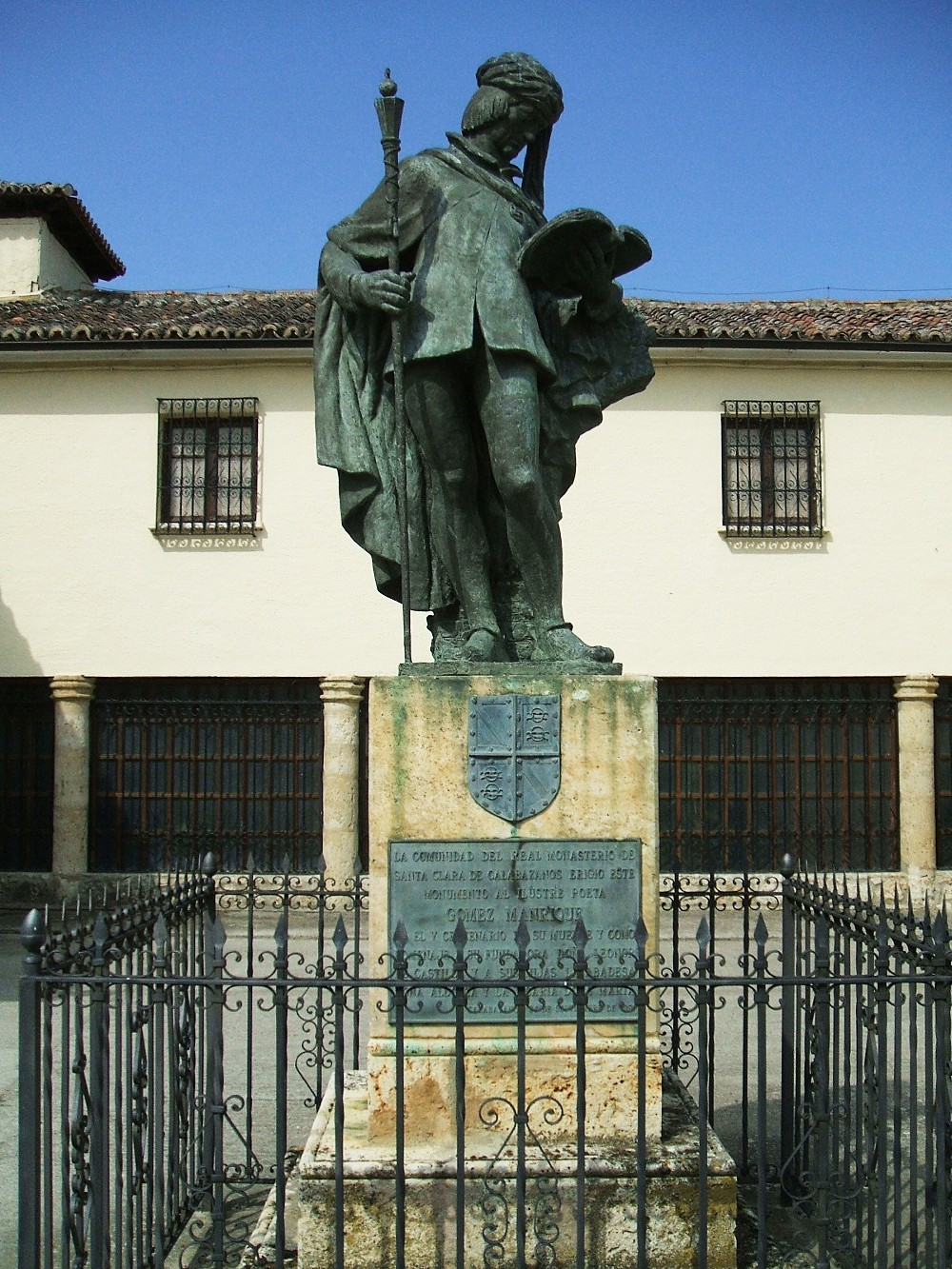
Monumento al poeta Gómez Manrique

- Datos: Q6102073
- Multimedia: Monastery of Nuestra Señora de la Consolación, Calabazanos / Q6102073